# Списак споменика НОБ у Војводини
Списак споменика посвећених Народноослободилачкој борби, од 1941. до 1945. године, као и народним херојима и истакнутим личностима Народноослободилачког покрета који се налазе у Аутономној Покрајини Војводини. Због обимности чланак је подељен у три целине.

## Меморијални комплекси
| Меморијални комплекси посвећени Народноослободилачкој борби на територији Аутономне Покрајине Војводине |                                    |                   | |                                         |                                               |
| Слика                                                                                                   | назив меморијалног комплекса       | локација          | посвећен | аутор/и и година постављања             | напомена                                      |
| | Спомен гробље у Сремској Митровици | Сремска Митровица | Жртвама фашизма стрељаним од 1941. до 1944. године                                                                               | архитекта Богдан Богдановић, 1959-1981. | —                                             |
| | Спомен гробље у Сомбору            | Сомбор            | Погинулим борцима НОВЈ, Црвене армије и Бугарске народне армије                                                                  | 1944.                                   | —                                             |
| | Спомен-комплекс „Стратиште“        | Панчево           | Жртвама фашизма стрељаним од 1941. до 1944. године                                                                               | архитекта Небојша Деља, 1970-1981.      | —                                             |
| | Спомен-комплекс „Црна Ћуприја“     | Жабаљ             | Жртвама фашизма страдалим током Новосадске рације 1942. године и борцима НОВЈ погинулим у НОБ                                    | вајар Јован Солдатовић, 1962.           | од 1991. споменик културе од великог значаја  |
| | Спомен-парк „Сремски фронт“        | Адашевци          | Борцима Југословенске, Бугарске и Црвене армије погинулим током борби на Сремском фронту од октобра 1944. до априла 1945. године | вајар Јован Солдатовић, 1988.           | од 1990. знаменито место од изузетног значаја |

## Споменици НОБ
| Споменици посвећени Народноослободилачкој борби на територији Аутономне Покрајине Војводине |                                               |                                    | |                                            |                                                          |
| Слика                                                                                       | назив споменика                               | локација                           | посвећен | аутор/и и година постављања                | напомена                                                 |
|                                                                                             | „Породица“                                    | Нови Сад                           | жртвама фашизма страдалим током Новосадске рације 1942. године                                                               | вајар Јован Солдатовић, 1971.              | —                                                        |
|                                                                                             | Споменик Револуцији                           | Делиблато                          | борцима НОВЈ погинулим у НОБ и жртвама фашизма                                                                               | 1965.                                      | —                                                        |
|                                                                                             | „Слобода“                                     | Иришки венац                       | борцима НОВЈ погинулим у НОБ и Народноослободилачкој борби Војводине                                                         | вајар Сретен Стојановић, 1951.             | —                                                        |
|                                                                                             | „Слобода“                                     | Србобран                           | борцима НОВЈ погинулим у НОБ и жртвама фашизма                                                                               | вајар Стеван Боднаров, 1957.               | —                                                        |
|                                                                                             | Спомен-гробница палих бораца и жртава фашизма | Бела Црква                         | борцима НОВЈ погинулим у НОБ и жртвама фашизма                                                                               | вајар Сретен Стојановић                    | —                                                        |
|                                                                                             | Спомен-гробница палих Црвеноармејаца          | Бела Црква                         | војницима Црвене армије погинулим за ослобођење Беле Цркве 1. октобра 1944. године                                           | —                                          | —                                                        |
|                                                                                             | Спомен-камен жртвама фашизма                  | Бечеј                              | 260-орици родољуба које су стрељали мађарски фашисти                                                                         | —                                          | —                                                        |
|                                                                                             | Спомен-камен на месту логора                  | Чока                               | месту где се од 1941. до 1944. године налазио концентрациони логор                                                           | —                                          | —                                                        |
|                                                                                             | Споменик жртвама фашизма                      | Бешка                              | жртвама фашизма | —                                          | —                                                        |
|                                                                                             | Споменик жртвама фашизма                      | Ириг                               | 33-ојици Ирижана које су на овом месту стрељали фашисти августа 1942. године                                                 | —                                          | —                                                        |
|                                                                                             | Споменик жртвама фашизма                      | Лединци                            | жртвама фашизма | 1973.                                      | —                                                        |
|                                                                                             | Споменик Новосадском партизанском одреду      | Ченеј аутопут према Суботици       | Новосадској партизанској групи, који је 25. јула 1941. године овде започела прву оружану акцију против окупатора у Војводини | вајар Павле Радовановић, 1971.             | —                                                        |
|                                                                                             | Споменик отпору                               | Ада                                | борцима НОВЈ погинулим у НОБ и жртвама фашизма                                                                               | вајар Александар Зарин                     | —                                                        |
|                                                                                             | Споменик палим борцима                        | Адашевци                           | борцима НОВЈ погинулим у НОБ                                                                                                 | —                                          | —                                                        |
|                                                                                             | Споменик палим борцима                        | Банатско Карађорђево               | борцима НОВЈ погинулим у НОБ                                                                                                 | —                                          | —                                                        |
|                                                                                             | Споменик палим борцима                        | Бегеч                              | борцима НОВЈ погинулим у НОБ                                                                                                 | —                                          | —                                                        |
|                                                                                             | Споменик палим борцима                        | Беочин                             | борцима НОВЈ погинулим у НОБ                                                                                                 | —                                          | —                                                        |
|                                                                                             | Споменик палим борцима                        | Босут                              | борцима НОВЈ погинулим у НОБ                                                                                                 | —                                          | —                                                        |
|                                                                                             | Споменик палим борцима                        | Велика Греда                       | борцима НОВЈ погинулим у НОБ                                                                                                 | —                                          | —                                                        |
|                                                                                             | Споменик палим борцима                        | Ветерник                           | борцима НОВЈ погинулим у НОБ                                                                                                 | —                                          | —                                                        |
|                                                                                             | Споменик палим борцима                        | Каћ                                | борцима НОВЈ погинулим у НОБ                                                                                                 | —                                          | —                                                        |
|                                                                                             | Споменик палим борцима                        | Кумане                             | борцима НОВЈ погинулим у НОБ                                                                                                 | вајар Миша Поповић                         | —                                                        |
|                                                                                             | Споменик палим борцима                        | Раковац                            | борцима НОВЈ погинулим у НОБ                                                                                                 | —                                          | —                                                        |
|                                                                                             | Споменик палим борцима                        | Сремска Каменица                   | борцима НОВЈ погинулим у НОБ                                                                                                 | —                                          | —                                                        |
|                                                                                             | Споменик палим борцима                        | Стара Пазова                       | борцима НОВЈ погинулим у НОБ                                                                                                 | —                                          | —                                                        |
|                                                                                             | Споменик палим борцима                        | Стражилово, код Сремских Карловаца | борцима НОВЈ, Николи Војновићу и Лазару Радосављевићу, погинулим у борби против немачких војника 25. ацвгуста 1942. године   | —                                          | —                                                        |
|                                                                                             | Споменик палим борцима                        | Футог                              | борцима НОВЈ погинулим у НОБ                                                                                                 | —                                          | —                                                        |
|                                                                                             | Споменик палим борцима и жртвама фашизма      | Белегиш                            | борцима НОВЈ погинулим у НОБ и жртвама фашизма                                                                               | вајар М. Лукић                             | —                                                        |
|                                                                                             | Споменик палим борцима и жртвама фашизма      | Врбас                              | борцима НОВЈ погинулим у НОБ и жртвама фашизма                                                                               | 1951.                                      | —                                                        |
|                                                                                             | Споменик палим борцима и жртвама фашизма      | Кикинда                            | борцима НОВЈ погинулим у НОБ и жртвама фашизма                                                                               | вајар Александар Зарин, 1961.              | —                                                        |
|                                                                                             | Споменик палим борцима и жртвама фашизма      | Ковачица                           | борцима НОВЈ погинулим у НОБ и жртвама фашизма                                                                               | вајар Ото Лого, 1954.                      | —                                                        |
|                                                                                             | Споменик палим борцима и жртвама фашизма      | Стара Моравица                     | борцима НОВЈ погинулим у НОБ и жртвама фашизма                                                                               | —                                          | —                                                        |
|                                                                                             | Споменик палим борцима и жртвама фашизма      | Суботица                           | борцима НОВЈ погинулим у НОБ и жртвама фашизма                                                                               | вајар Тома Росандић, 1953.                 | —                                                        |
|                                                                                             | Споменик палим борцима и жртвама фашизма      | Товаришево                         | борцима НОВЈ погинулим у НОБ и жртвама фашизма                                                                               | —                                          | —                                                        |
|                                                                                             | Споменик палим борцима и жртвама фашизма      | Чортановци                         | борцима НОВЈ погинулим у НОБ и жртвама фашизма                                                                               | —                                          | —                                                        |
|                                                                                             | Споменик палим борцима и жртвама фашизма      | Шушара                             | борцима НОВЈ погинулим на Сремском фронту и жртвама фашизма                                                                  | 1962.                                      | —                                                        |
|                                                                                             | Споменик Подунавском партизанском одреду      | Инђија                             | борцима Подунавског партизанског одреда                                                                                      | вајар Владислав Петровић, 1975.            | —                                                        |
|                                                                                             | Споменик Револуцији                           | Рума                               | борцима НОВЈ погинулим у НОБ и жртвама фашизма                                                                               | архитекте Цвета Давичо и Миша Давид, 1975. | Као непокретно културно добро представља знаменито место |
|                                                                                             | Споменик Слободи                              | Темерин                            | борцима НОВЈ погинулим у НОБ и жртвама фашизма                                                                               | —                                          | —                                                        |
|                                                                                             | Споменик стрељанима                           | Багљаш                             | 90-орици родољуба које су стрељали фашисти 31. јула 1941. године                                                             | —                                          | —                                                        |
|                                                                                             | Споменик жртвама рата                         | Черевић                            | — | —                                          | —                                                        |
|                                                                                             | Споменик палим борцима и жртвама рата         | Сусек                              | — | —                                          | —                                                        |
|                                                                                             | Споменик палим борцима и жртвама рата         | Нештин                             | — | —                                          | —                                                        |
|                                                                                             | Споменик палим борцима и жртвама рата         | Лежимир                            | — | —                                          | —                                                        |
|                                                                                             | Споменик палим борцима и жртвама рата         | Вишњићево                          | — | —                                          | —                                                        |
|                                                                                             | Споменик родољубима Визића и Ђипше            | Манастир Ђипша                     | Страдалим родољубима од Усташа 14. октобра 1943.                                                                             | —                                          | —                                                        |
|                                                                                             | Споменик палим борцима и жртвама рата         | Бингула                            | — | —                                          | —                                                        |
|                                                                                             | Споменик погинулим мештанима                  | Љуба                               | — | —                                          | —                                                        |
|                                                                                             | Споменик палим борцима и жртвама рата         | Ердевик                            | — | —                                          | —                                                        |
|                                                                                             | Гробница бораца НОВЈ                          | Илинци                             | — | —                                          | —                                                        |
|                                                                                             | Споменик палим борцима и жртвама рата         | Илинци                             | — | —                                          | —                                                        |
|                                                                                             | Споменик борцима 22. српске ударне дивизије   | Батровци                           | Споменик борцима 22. српске ударне дивизије погинулим 11-12. априла 1945.                                                    | —                                          | —                                                        |
|                                                                                             | Споменик палим борцима                        | Моровић                            | — | —                                          | —                                                        |
|                                                                                             | Споменик жртвама рата                         | Јамена                             | — | —                                          | —                                                        |
|                                                                                             | Спомен обележје Јабука                        | Фрушка гора                        | Обележава место формирања 8. војвођанске ударне бригаде, 14. септембра 1944.                                                 | —                                          | —                                                        |
|                                                                                             | Споменик палим борцима                        | Платичево                          | — | —                                          | —                                                        |
|                                                                                             | Споменик палим борцима и жртвама рата         | Буђановци                          | — | —                                          | —                                                        |
|                                                                                             | Споменик палим борцима                        | Гибарац                            | — | —                                          | —                                                        |
|                                                                                             | Споменик палим борцима                        | Бачинци                            | — | —                                          | —                                                        |
|                                                                                             | Споменик палим борцима                        | Мартинци                           | — | —                                          | —                                                        |
|                                                                                             | Споменик палим борцима                        | Кузмин                             | — | —                                          | —                                                        |
|                                                                                             | Споменик палим борцима                        | Свилош                             | — | —                                          | —                                                        |
|                                                                                             | Спомен-обележје Каменолом                     | Раковац                            | — | —                                          | —                                                        |
|                                                                                             | Спомен костурница                             | Грабово                            | — | —                                          | —                                                        |
|                                                                                             | Спомен-чесма                                  | Јарак                              | Подигнута као знак захвалности Шапчана, а у част учесника и жртава Крвавог марша                                             | —                                          | —                                                        |
|                                                                                             | Споменик палим борцима                        | Лаћарак                            | — | —                                          | —                                                        |
|                                                                                             | Спомен-чесма                                  | Дивош                              | Споменик палим борцима и жртвама фашистичког терора                                                                          | —                                          | —                                                        |
|                                                                                             | Споменик НОБ-у у Чалми                        | Чалма                              | Споменик палим борцима и цивилним жртвама                                                                                    | —                                          | —                                                        |
|                                                                                             | Споменик палим борцима                        | Врдник                             | Споменик палим борцима и цивилним жртвама                                                                                    | —                                          | —                                                        |
|                                                                                             | Споменик палим борцима                        | Манђелос                           | Споменик палим борцима и цивилним жртвама                                                                                    | —                                          | —                                                        |
|                                                                                             | Споменик палим борцима                        | Мала Ремета                        | Споменик палим борцима и цивилним жртвама                                                                                    | —                                          | —                                                        |
|                                                                                             | Споменик палим борцима                        | Груревци                           | Споменик палим борцима и цивилним жртвама                                                                                    | —                                          | —                                                        |
|                                                                                             | Споменик палим борцима                        | Стејановци                         | Споменик палим борцима и цивилним жртвама                                                                                    | —                                          | —                                                        |
|                                                                                             | Спомен обележје „Мост размене”                | Стејановци                         | Као непокретно културно добро представља знаменито место                                                                     | —                                          | —                                                        |
|                                                                                             | Спомен-обележје Стручица                      | Раковац                            | Партизанима Станку Пауновићу Вељку, Ђорђу Марковићу Ђиласу и Зенцелу Хуњадиу који су погинули на том месту                   | Мирко Крстоношић                           | —                                                        |

## Споменици народним херојима и истакнутим учесницима НОП-а
| Споменици народним херојима и истакнутим учесницима НОП-а на територији Аутономне Покрајине Војводине |                        |              |                                 |                                                               |
| Слика                                                                                                 | назив споменика        | локација     | аутор/и и година постављања     | напомена                                                      |
| | Вељко Дугошевић        | Сомбор       | вајар Јован Солдатовић          | На фотографији, лева биста                                    |
| | Душан Вукасовић        | Сомбор       | вајар Јован Солдатовић          | На фотографији, десна биста                                   |
| | Жарко Зрењанин         | Апатин       | —                               | —                                                             |
| | Жарко Зрењанин         | Зрењанин     | вајар Раде Станковић, 1952.     | —                                                             |
| | Жарко Зрењанин         | Нови Сад     | —                               | —                                                             |
| | Жарко Зрењанин         | Сомбор       | вајар Јован Солдатовић          | На фотографији, биста у средини                               |
| | Ђоко Јованић           | Апатин       | —                               | —                                                             |
| | Раде Кончар            | Апатин       | —                               | —                                                             |
| | Анка Матић Грозда      | Ириг         | Јован Солдатовић, 1972.         | —                                                             |
| | Вукица Митровић        | Апатин       | —                               | —                                                             |
| | Вера Мишчевић          | Белегиш      | М. Летица и Љ. Чабаркапа, 1974. | копија бисте која се налази у меморијалном комплеску у Јабуци |
| | Марко Орешковић        | Апатин       | —                               | —                                                             |
| | Станко Пауновић Вељко  | Беочин       | —                               | —                                                             |
| | Олга Петров            | Панчево      | —                               | —                                                             |
| | Стеван Петровић Бриле  | Беочин       | —                               | —                                                             |
| | Ђуро Пуцар Стари       | Суботица     | —                               | —                                                             |
| | Лазо Радаковић         | Апатин       | —                               | —                                                             |
| | Мићо Радаковић         | Апатин       | —                               | —                                                             |
| | Вујадин Секулић        | Сомбор       | —                               | —                                                             |
| | Димитрије Лазаров Раша | Черевић      | —                               | —                                                             |
| | Живан Миловановић Ћата | Сремска Рача | —                               | —                                                             |
| | Марко Перичин Камењар  | Гргуревци    | —                               | —                                                             |
| | Ђорђе Никшић           | Бешеново     | —                               | —                                                             |
| | Вељко Дугошевић        | Рума         | —                               | —                                                             |
| | Јанко Чмелик           | Стара Пазова | Стеван Боднаров                 | —                                                             |